# Elyse Taylor
Elyse Taylor (Vaucluse, 2 marzo 1991) è una supermodella australiana.
Taylor è stata scoperta all'età di 18 anni dall'agente di una sua amica modella. Ha sfilato per Dolce & Gabbana, Bottega Veneta, Tommy Hilfiger, Moschino e Trussardi ed è apparsa sulle copertine dell'edizione australiana di Vogue e delle edizioni polacca e svedese di Elle. Nel 2008 è stata scelta come uno dei volti di Estée Lauder.
Ha sfilato nel 2009 per Victoria's Secret; nel 2011 è stata scelta come volto del marchio O'Neill ed in quanto tale è stata scelta come giudice all'O'Neill Model Search.
Ha posato inoltre per il catalogo della Victoria's Secret Swim Collection per l'edizione 2012.
È sposata ed ha una figlia.
Le agenzie con cui lavora sono la IMG a New York, Milano e Londra, la Marilyn Agency a New York e Parigi, a Barcellona la Traffic Models e la View Management, nonché ad Amburgo la PMA.